# Algebra esterna

Interpretazione geometrica di un prodotto esterno di n vettori (u,v,w) per ottenere un vettore n (elementi paralleletopi) dove n= grado, per n = 1,2,3. I circoli mostrano l'orientamento

L'algebra esterna, o algebra di Grassmann da Hermann Grassmann, è un'algebra su campo la cui operazione prodotto è il prodotto esterno. Il prodotto esterno o prodotto wedge di vettori è una costruzione algebrica usata in geometria per studiare aree, volumi, e i loro analoghi con più dimensioni. Il prodotto esterno di due vettori {\displaystyle u} e {\displaystyle v}, indicato con {\displaystyle u\wedge v}, è chiamato un bivettore (un tensore doppio controvariante antisimmetrico) e vive in uno spazio vettoriale distinto dallo spazio dei vettori originale. Il modulo di {\displaystyle u\wedge v} può essere interpretato come l'area del parallelogramma con lati {\displaystyle u} e {\displaystyle v}, che in tre dimensioni può essere anche calcolato con il prodotto vettoriale dei due vettori. Più generalmente, tutte le superfici piane parallele con la stessa orientazione hanno lo stesso bivettore come misura dell'area. Come il prodotto vettoriale, anche il prodotto esterno è anticommutativo, il che significa che {\displaystyle u\wedge v=-(v\wedge u)} per ogni vettore {\displaystyle u} e {\displaystyle v}, ma, a differenza del prodotto vettoriale, è associativo.
Il prodotto esterno è associativo e bilineare; la sua proprietà essenziale è che sia alternante su {\displaystyle V}:
{\displaystyle v\wedge v=0} per tutti i vettori {\displaystyle v\in V}
ossia:
{\displaystyle u\wedge v=-v\wedge u} per ogni vettore {\displaystyle u,v\in V}, e
{\displaystyle v_{1}\wedge v_{2}\wedge \cdots \wedge v_{k}=0} qualora {\displaystyle v_{1},\ldots ,v_{k}\in V} siano linearmente dipendenti.
Il concetto di prodotto esterno generalizza i concetti di prodotto vettoriale e di triplo prodotto scalare della geometria euclidea tridimensionale. Esso fornisce un modo algebrico astratto, indipendente dalla scelta di una base, per descrivere il determinante e i minori di una trasformazione lineare. È quindi collegato alle idee di indipendenza lineare e di rango.
L'algebra di Grassmann è l'esempio prototipo di algebre supercommutative. Queste sono algebre con una decomposizione in variabili pari e dispari che soddisfa una versione graduata della commutatività (in particolare, elementi dispari anticommutano).
Le algebre esterne sono molto utilizzate nella geometria differenziale e nella geometria algebrica (algebra esterna delle forme differenziali) oltre che nell'algebra multilineare e nei settori collegati.